# 3501 Olegiya
3501 Olegiya (1971 QU) là một tiểu hành tinh vành đai chính được phát hiện ngày 18 tháng 8 năm 1971 bởi T. Smirnova ở Nauchnyj.